# Émile Zédé
Pour les articles homonymes, voir Zédé.
 Émile Hippolyte Zédé, né en 1827 et mort le 16 mai 1900, est un amiral français du XIXe siècle.

## Biographie
Il naquit de Pierre-Amédée Zédé et d'Esther Henriette Chevassut son épouse. Sa famille possédait une propriété viticole, le château Labegorce-Zédé dans le Médoc.

### Carrière militaire
Entré dans la Marine en 1843, il fit sa première campagne en 1845 aux Antilles et au Brésil et était devant  La Plata à bord du Proserpine. En 1847, il était en campagne devant l’Écosse et l'Islande.

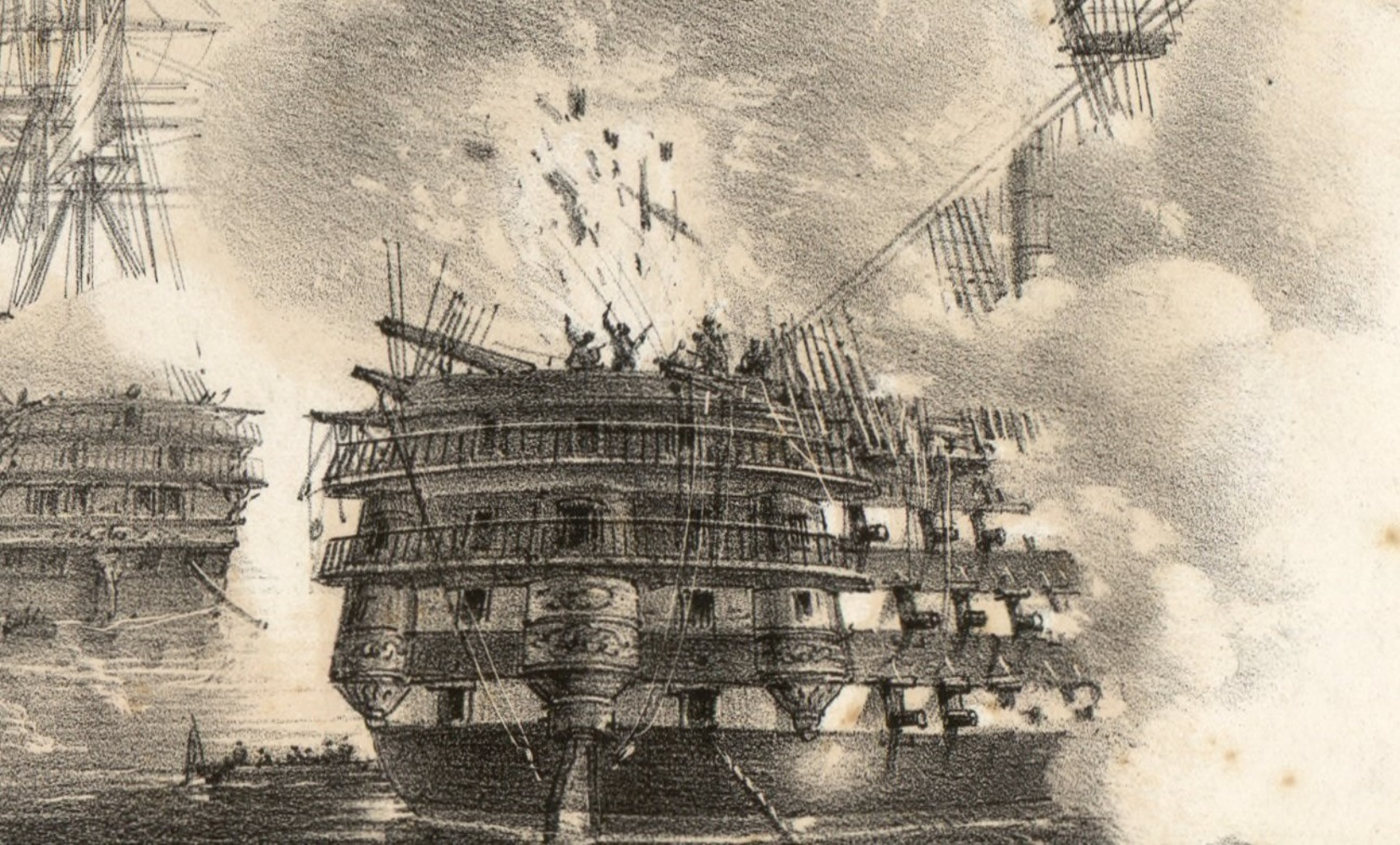
Le Ville de Paris atteint par un obus russe durant le Siège de Sébastopol. Zédé est blessé dans l'explosion.

Lors de la Guerre de Crimée, Zédé sert sur le Ville de Paris, et devient l'officier d’ordonnance de l'amiral Hamelin. Il est blessé le 17 octobre 1854, avec une partie de l'État-major, lorsqu'un obus russe atteint la dunette du Ville de Paris pendant le Siège de Sébastopol.
Affecté au bureau des cartes et plans, il devint commandant du Solon en 1857 de la division du Levant et à ce titre participa aux évolutions en Adriatique pour la Guerre d'Italie. Aide camp de l'amiral Hamelin (alors ministre de la Marine) en 1859 ; commandant du Héron faisant partie de la division du Levant en 1861, il passa ensuite au commandement du Eumènide en juin 1862. En mai 1863, il fut  de nouveau aide camp de l'amiral Chasseloup-Laubat alors ministre de la Marine puis il commanda le Panama en station d'Algérie pendant deux années.
Le 11 août 1869, il était à Paris et commanda le fort de Romainville avec ceux du secteur gauche de la partie Est de la ceinture de forts qui défendaient la ville lors de la guerre franco-prussienne de 1870. Il passa alors comme officier pour les essais du Magnanime et du Kléber avant de prendre le commandement du Duquesne de la division de l'Atlantique.
En 1875 il prend le commandement du cuirassé Thétis  à l'escadre d'évolutions.
Il devint le commandant de la division des Antilles en 1882 avant d'être préfet maritime de Cherbourg en 1887, puis de Brest en octobre 1888. Retiré du service actif en janvier 1892, il mourut le 16 mai 1900 et fut inhumé à Brest.

## Famille
Émile Zédé se marie en 1863 avec Élise Larnac, fille de l'ancien député Gustave Larnac. De cette union sont issus :
- Louise Marie Henriette (1864-1952), épouse en 1889 le comte François Marie Paul de La Roche-Kerandraon (1858-1924), dont postérité
- Magdeleine (1868-), épouse en 1891 Ferdinand Jean Jacques de Bon (1861-1923),  dont postérité
- Marie Charles Paul Robert (1869-1944).

### Décorations
- Grand officier de la Légion d'honneur